# Легенда про німецьку офіційну мову в США

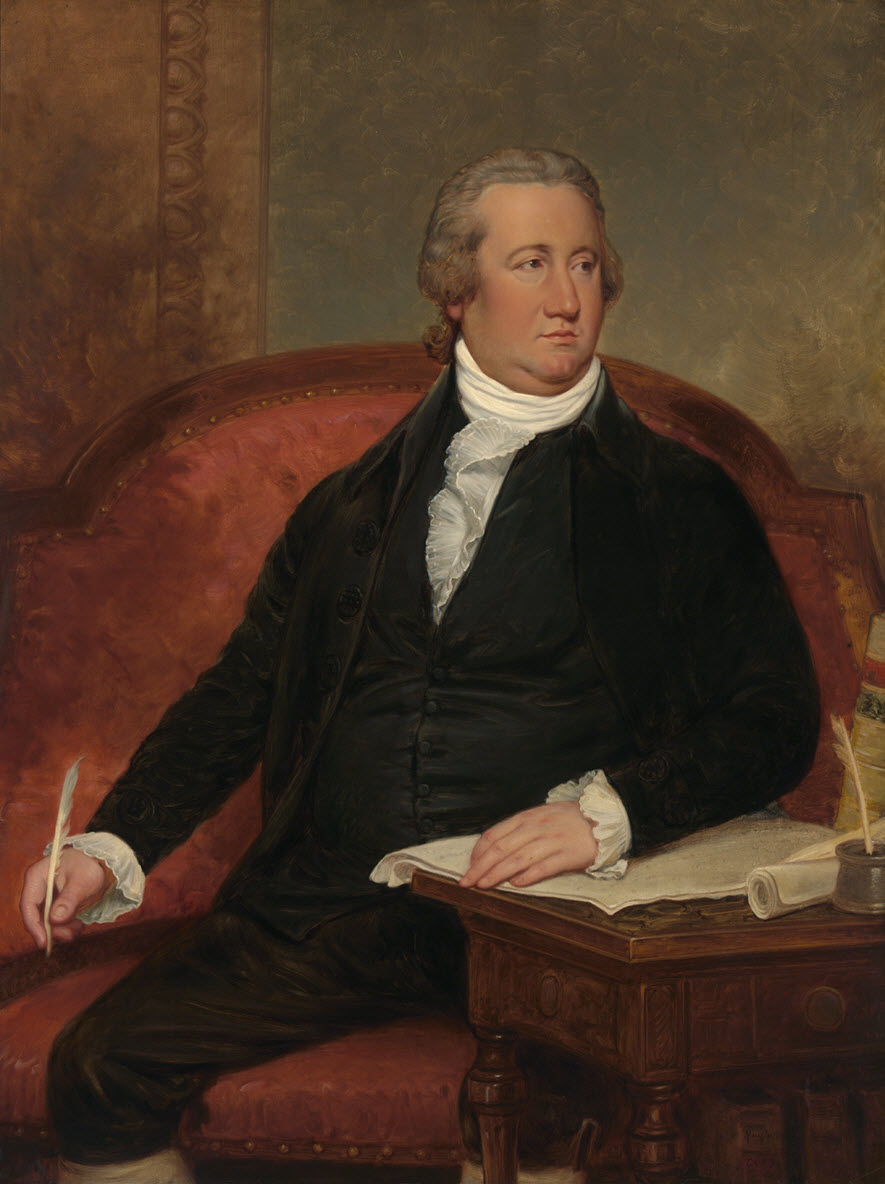
Фредерік Муленберг

 Легенда Муленберга  або «легенда про німецьку офіційну мову в США» — необґрунтована історія (міська легенда), яка стверджує, що німецька мова мало не стала офіційною мовою США. Для прийняття відповідного законопроєкту на голосуванні не вистачило лише одного голосу. І цей голос проти німецької мови нібито віддав німець за походженням Фредерік Муленберг (1750—1801).
Легенда з'явилася в 1840 році і набула поширення завдяки опублікованій в 1847 році книзі Франца Лоерса «Історія досягнень німців в Америці». На початку XIX століття значну частину прибулих до Сполучених Штатів переселенців складали німці, однак ці показники в той час перебільшували. До 1830 року німці становили в Пенсільванії менше 33 % і близько 9 % у США в цілому.
Ніякого голосування стосовно німецької мови як офіційної мови в ці роки не проводилось ні в США, ні в окремих штатах. Приводом для створення легенди стала петиція, подана 9 січня 1794 декількома німецькими переселенцями з Вірджинії в Палату представників США з вимогою публікувати закони також і німецькою мовою. Вона була відхилена під час голосування 42 голосами проти 41 голоси «за». Фредерік Муленберг, спікер Палати представників, не брав участі в цьому голосуванні, але нібито пізніше заявив: «Чим швидше німці стануть американцями, тим краще».